# Atractus alphonsehogei
Atractus alphonsehogei este o specie de șerpi din genul Atractus, familia Colubridae, descrisă de Da Cunha și Do Nascimento 1983. Conform Catalogue of Life specia Atractus alphonsehogei nu are subspecii cunoscute.